# Wake of Death
Wake of Death – Rache ist alles, was ihm blieb ist ein US-amerikanischer Actionfilm von Regisseur Philippe Martinez mit dem belgischen Actionstar Jean-Claude Van Damme in der Rolle des Ben Archer.

## Handlung
Der aus Marseille stammende Clubbesitzer Ben Archer entschließt sich, aus der kriminellen Clubszene auszusteigen und sich ganz seiner Frau Cynthia und seinem kleinen Sohn Nicolai zu widmen.
Bei einer nächtlichen Razzia im Hafen Los Angeles wird auf einem Schiff eine Gruppe illegaler Einwanderer aufgegriffen. Unter den asiatischen Immigranten ist auch ein kleines Mädchen namens Kim. Als Archers Frau Cynthia, die für die US-Einwanderungsbehörde (Immigration and Naturalization Service) arbeitet, sich des Mädchens annimmt, ahnt sie nicht, dass die Kleine die einzige Zeugin am Mord an ihrer Mutter ist. Ihr Vater Sun Quan, der Chef eines mächtigen asiatischen Drogenkartells ist, hat die Mutter Kims vor deren Augen ermordet und ist nun auf der Suche nach seiner Tochter.
Als Sun Quan von Mac Hoggins, mit dem er gemeinsam Drogen in die USA schmuggelt, den Aufenthaltsort seiner Tochter erfährt, setzt er ein Killerkommando ein, um ihrer habhaft zu werden. Bei dieser Aktion werden Archers Frau Cynthia und deren Eltern ermordet, doch Kim und Archers Sohn Nicolai können den Killern entkommen. Der nach dem Massaker eintreffende Archer findet nur noch Leichen vor.
Nachdem Kim und sein Sohn bei Freunden in Sicherheit gebracht sind, schwört er Rache an den Mördern seiner Frau. Mit einigen Freunden aus der Clubszene nimmt er den Kampf gegen die chinesische Mafia auf und schaltet einen Killer nach dem anderen aus. Schließlich kann er auch Mafiaboss Sun Quan zur Strecke bringen.

## Kritik
„Gewalttätiger Actionfilm mit simpler Rächer-Geschichte, bei der Prügelstar Van Damme den Schauspieler in sich zu entdecken versucht.“

## TV-Premiere
Am 9. Mai 2008 zeigte RTL II den Film, der damit seine Free-TV-Premiere feierte.

## Fassung
Veröffentlicht wurde der Film Ende 2005 in einer um knapp vier Minuten zensierten FSK KJ-Fassung auf DVD, wenig später wurde auch eine weniger zensierte SPIO/JK-Version veröffentlicht. 2012 wurde er ungekürzt als SPIO/JK-Version veröffentlicht. Seit 2006 stand der Film auf dem Index, im März 2017 wurde er jedoch vorzeitig wieder von diesem gestrichen. Eine Neuprüfung der FSK für die ungekürzte Fassung stand noch aus. Im Juni 2017 wurde die Altersfreigabe ab 16 festgelegt.